# Viara Vatashka
Viara Vatashka (née le 20 février 1980 à Sofia) est une gymnaste rythmique bulgare.

## Biographie
Viara Vatashka remporte aux Jeux olympiques d'été de 1996 à Atlanta la médaille d'argent par équipe avec Ina Delcheva, Maria Koleva, Valentina Kevlian, Maya Tabakova et Ivelina Taleva.

## Palmarès

### Jeux olympiques
- Atlanta 1996
  -  médaille d'argent par équipe.

### Championnats du monde
- Budapest 1996
  -  médaille d'or par équipe.